# 董德妃
董德妃（8世纪？—806年4月20日），唐朝妃嬪，陇西郡人。唐顺宗李诵的德妃。
董德妃的曾祖父赠将作少监董依，祖父青州司马董钦。父亲苏州长史董楹。贞元初年，唐德宗派韩皋草诏册封董楹长女为太子良媛。贞元二十一年（805年），丈夫李诵登基，是为唐顺宗，但在位仅八个月。同年，新帝唐宪宗于永贞元年八月辛酉，册封自己的生母王良娣为太上皇后，董良媛与她一同受封，为太上皇德妃。元和元年（806年4月20日）三月壬辰日，董德妃卒，十二月十六董楹在光宅里私第去世。